# Limnephilus alexanderi
Limnephilus alexanderi is een fossiele soort schietmot uit de familie Limnephilidae.